# أملوا تيمولاي
أملو تيمولاي واحدة من الشركات الرائدة في مجال المقبلات في المغرب، ويعمل بها أكثر من 100 عامل وتحتل مكانة مهمة في الأسواق المحلية بالمغرب.

## عن الشركة
تأسست شركة أملو تيمولاي سنة 2010 تحت اسم «أوبافرا للمواد الغدائية» لتنشئ فرع باسم أملوا تيمولاي يعمل في مجال المقبلات كالأركان وزيت الزيتوت والعسل وكذا أملوا الذي يعتبر المنتج الرئيسي للشركة.

## المنتوجات
لشركة أملوا تيمولاي عدة منتوجات منها:

## الأركان
أندر الزيوت في العالم لكثرة فوائده.
تنتجه الشركة بنوعيه الغدائي والتجميلي

## أملوا
وهو خليط من زيت الأركان أو زيت الزيتون أو الزيت النباتية إضافة إلى اللوز أو الفول السوداني (الكاوكاو) مع العسل. يتناول أملو أساسا في وجبة الفطور واللمجة وهو معروف بخواصه المقوية.
ومن أملوا الذي تنتج الشركة ثلاتة أنواع أساسية بحسب الطلب ومنها:
-أملو بزيت الزيتون والفول السوداني
-أملو بزيت نباتية والفول السوداني
-أملو بزيت الأركان واللوز مع العسل

## زيت الزيتون
ويعتبر زيت الزيتون المحضر من ثمار الزيتون من أجود الأذهان وللشركة نوعين منه

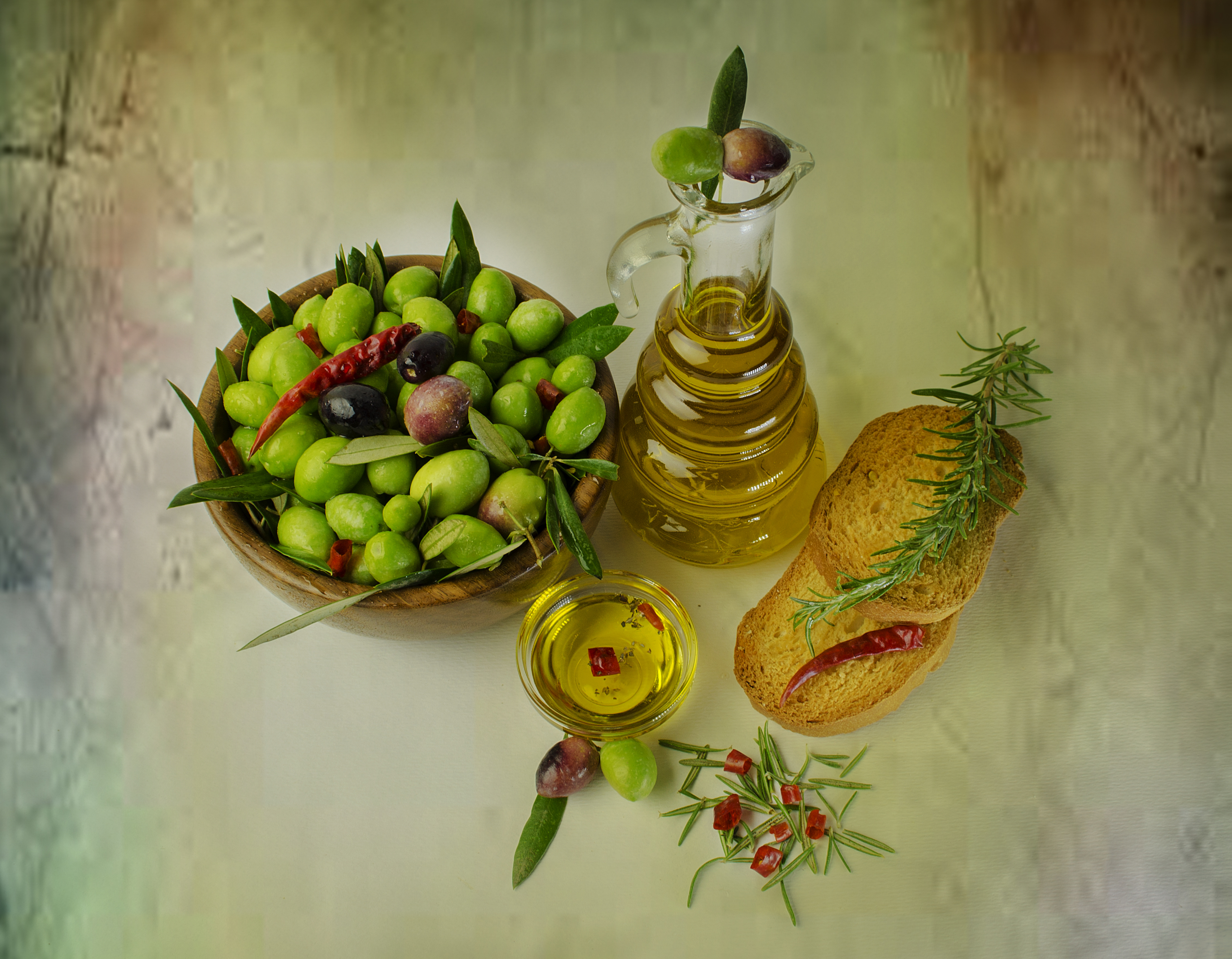
الزيتون وزيت الزيتون.

-زيت زيتون بكر ممتاز
-زيت زيتون بكر جيد:

## العسل
ويعتبر عسل النحل عبارة عن مادة دوائية وغذائية هامة. وللشركة تعاملات مع كل أنواعه

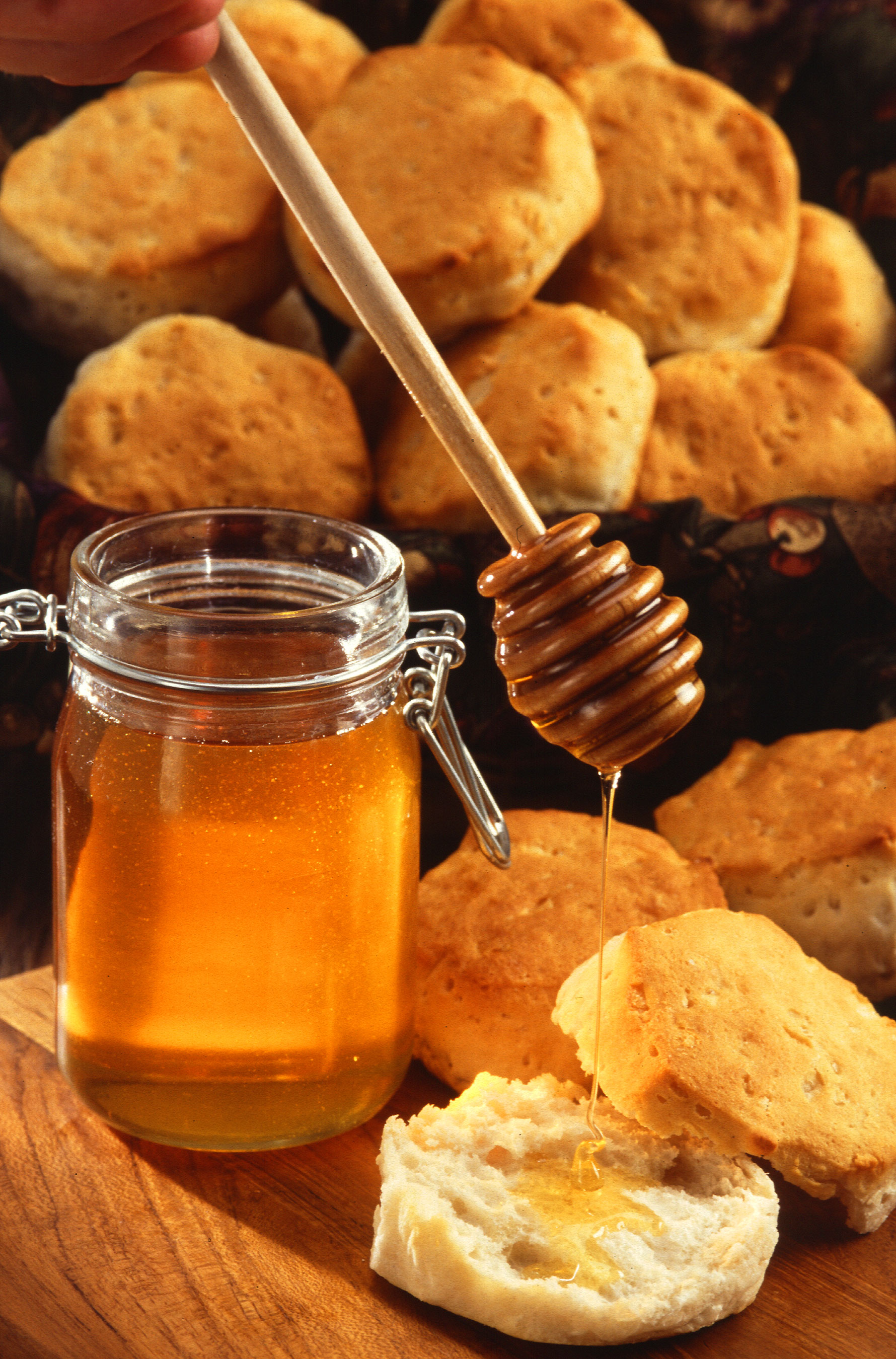
عسل النحل